# Snelweg van de Hereniging
De Snelweg van de Hereniging, officieel de autoweg Pyongyang–Kaesŏng (Hangul: 평양개성고속도로; Hanja: 平壤–開城高速道路) is een autoweg in Noord-Korea. Het verbindt de hoofdstad Pyongyang met de Joint Security Area bij de gedemilitariseerde zone, via Sariwŏn en Kaesŏng. De afstand tot Seoul staat vermeld op verkeersborden langs de weg, maar het is niet mogelijk de grens over te steken. 
De weg is ongeveer 175 kilometer lang, met verscheidene verharde rijbanen en tunnels. Toeristen hebben gemeld dat er vrijwel geen verkeer is en dat er enkele checkpoints en drakentanden te vinden zijn langs de snelweg. De bouw begon in 1987 en werd op 15 april 1992 voltooid, op de verjaardag van de president van Noord-Korea, Kim Il-sung. De hele snelweg is onderdeel van de Aziatische weg 1. 